# 에티오피아 항공 961편 납치 추락 사건
에티오피아 항공 961편은 1996년 11월 23일에 에티오피아의 아디스아바바에서 케냐의 나이로비로 향하던 에티오피아 항공 소속 항공기에서 일어난 공중 납치 및 이로 인하여 일어난 해상 추락 사건이다.

## 개요
사건은 에티오피아 국적의 괴한 3명이 수도 아디스아바바를 이륙한 항공기를 납치하면서 발생하였다. 당시 항공기는 나이로비를 향하고 있었으며 연료도 나이로비까지 갈 수 있을 만큼만 가지고 있었다. 납치한 괴한들은 연료가 부족하다는 기장의 말을 묵살하고 오스트레일리아로 갈 것을 요구했다. 그러자 그들은 기장을 밀어제치며 직접 조종을 시도하였다.
하지만 연료가 부족했던 항공기는 흔들거려 코모로에 불시착을 시도했으나 인근 인도양 해상에 추락과 동시에 폭발하였다. 이 사고로 인해 전체 탑승객 175명 가운데 납치범 3명을 포함한 125명이 숨졌고 나머지 50명은 살아남았다.

## 승객
사고 당시, 탑승했던 승객의 국적과 피해 상황은 다음과 같다. (납치범 포함)
| 국적         | 탑승객 수 | 생존자 수 |
| ------------ | --------- | --------- |
| 오스트리아   | 1         | 0         |
| 벨기에       | 1         | 0         |
| 베냉         | 2         | 0         |
| 카메룬       | 2         | 0         |
| 캐나다       | 1         | 0         |
| 차드         | 1         | 0         |
| 콩고 공화국  | 5         | 2         |
| 코트디부아르 | 1         | 0         |
| 지부티       | 2         | 2         |
| 이집트       | 1         | 0         |
| 에티오피아   | 19        | 3         |
| 프랑스       | 4         | 2         |
| 독일         | 1         | 0         |
| 헝가리       | 1         | 0         |
| 인도         | 20        | 6         |
| 이스라엘     | 8         | 1         |
| 이탈리아     | 4         | 4         |
| 일본         | 2         | 1         |
| 케냐         | 14        | 6         |
| 대한민국     | 1         | 0         |
| 레소토       | 1         | 1         |
| 라이베리아   | 2         | 0         |
| 말리         | 12        | 3         |
| 나이지리아   | 23        | 4         |
| 파키스탄     | 1         | 0         |
| 시에라리온   | 1         | 0         |
| 소말리아     | 1         | 0         |
| 스리랑카     | 9         | 0         |
| 스웨덴       | 2         | 0         |
| 스위스       | 1         | 0         |
| 우간다       | 1         | 1         |
| 우크라이나   | 4         | 3         |
| 영국         | 7         | 2         |
| 미국         | 5         | 3         |
| 예멘         | 1         | 0         |
| 자이르       | 1         | 0         |
| 합계         | 163       | 44        |

## 같이 보기
- 김리 글라이더
- 1990년 광저우 바이윈 공항 충돌 사고
- US 에어웨이스 1549편 불시착 사고
- 에티오피아 항공의 사고 목록